# Alfred Baring Garrod
Alfred Baring Garrod   (Ipswich, 13 de maig de 1819 - Londres, 28 de desembre de 1907) va ser un metge anglès.

## Biografia
Garrod va néixer a Ipswich, fill de Robert i Sarah (née Ennew) Garrod. Inicialment va ser aprenent a l'Hospital d'Ipswich, i més tard es va traslladar a la University College Hospital, on es va doctorar en medicina el 1843. Després va ser assistent a l'Hospital de West London i metge a l'Aldersgate Dispensary. El 1849, va ser nomenat metge titular de l'University College Hospital, i el 1863 es va convertir en professor de matèria mèdica i terapèutica al King's College Hospital. El 1874, va deixar l'hospital per convertir-se en membre honorari i metge consultor de la universitat.
El 1848, Garrod havia descobert un augment anormal de l'àcid úric a la sang dels pacients amb gota, i va ser el primer a proposar el liti com a remei per al trastorn. Va recomanar el liti com a tractament per a les malalties mentals i va plantejar la hipòtesi que la gota podria ser una causa de trastorns de l'estat d'ànim com la mania i la depressió. També se li atribueix l'encunyació del terme " artritis reumatoide ".
El 1857 Garrod va pronunciar les Conferències Goulstonianes al Royal College of Physicians. El 1858, va ser elegit membre de la Royal Society.
El 1860, va ser elegit president de la Medical Society of London. El 1883 va donar les Conferències Lumleianes. El 1887 va ser nomenat cavaller com a "Sir Alfred Baring Garrod", i el 1890 va ser nomenat "Metge extraordinari" de la reina Victòria.
A la seva mort l'any 1907 va ser enterrat al cementiri Great Northern, Southgate, Middlesex. S'havia casat amb Elizabeth Ann Colchester d'Ipswich; van tenir sis fills. Dos dels seus fills van ser el zoòleg Alfred Henry Garrod (1846–1879) i el metge Archibald Edward Garrod (1857–1936).

## Obra
- "Observations on the blood and urine of gout, rheumatism and Bright's disease"; Medical Chirurgical Transactions 1848;31:83.[7]
- "The nature and treatment of gout and rheumatic gout"; London: Walton and Maberly, 1859.
- "A treatise on gout and rheumatic gout (rheumatoid arthritis)"; 3rd edn. London: Longman Green, 1876.